# Álvaro Pierri

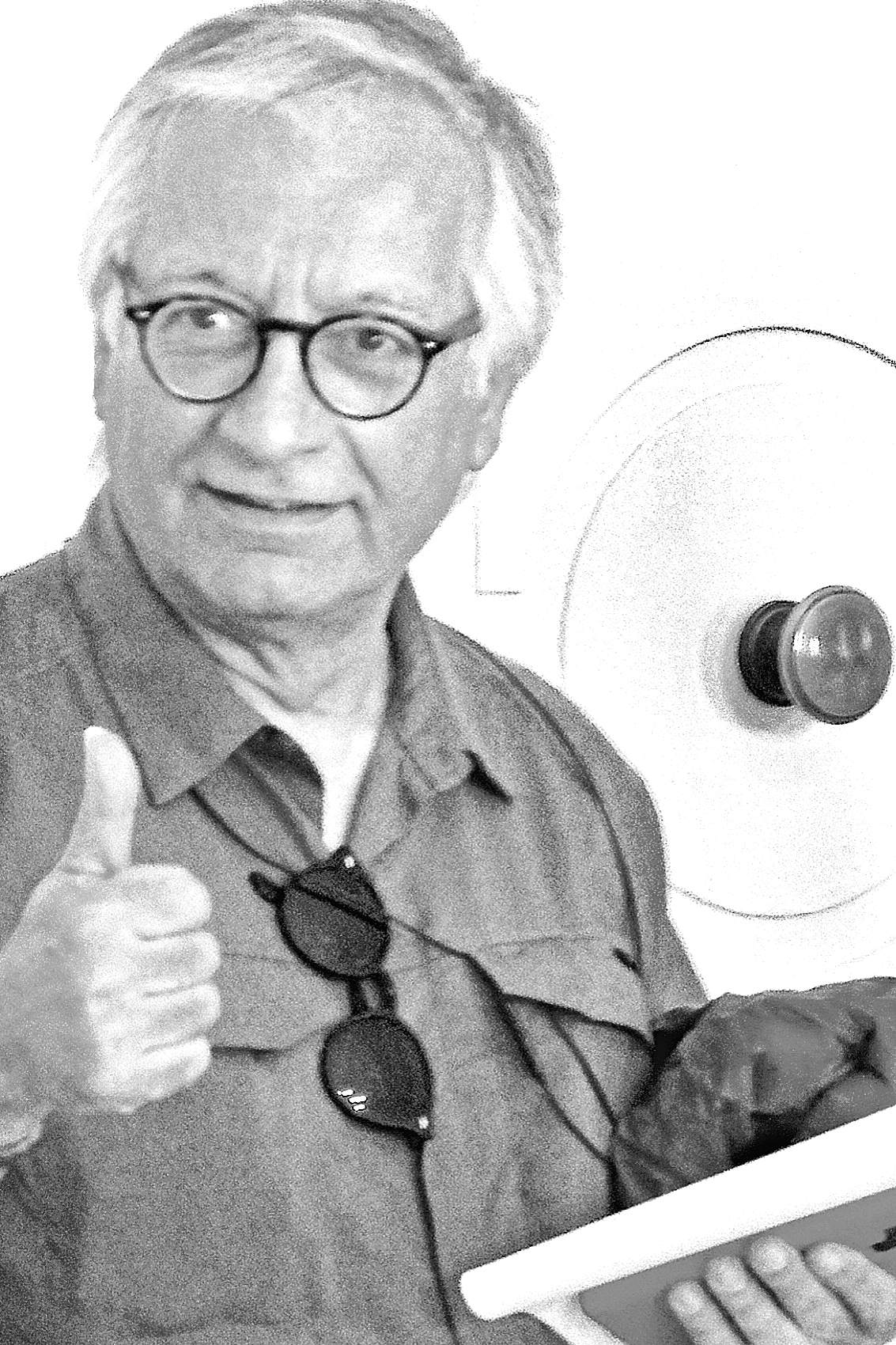

Álvaro Pierri (* 18. Januar 1953 in Montevideo, Uruguay) ist ein uruguayischer klassischer Gitarrist.
Er stammt aus einer Musikerfamilie. Sein Großvater war der Komponist José Pierri Sapere (1886–1957). Álvaro Pierri erhielt mit fünf Jahren seinen ersten Musikunterricht am Klavier und an der Gitarre von Mutter und Tante. Seit seinem elften Lebensjahr gewann er mehrere internationale Preise, darunter auch 1976 den 18. Concours International von Radio France Paris.
Später studierte er bei Abel Carlevaro und anderen namhaften Künstlern. 1983 debütierte er in Deutschland mit den Streichersolisten der Berliner Philharmoniker. Neben seiner Solokarriere ist er auch ein besonders engagierter Kammermusiker und konzertierte mit Frank Peter Zimmermann, Astor Piazzolla, dem Cherubini-Quartett und anderen.
Sein Spiel zeichnet sich durch ein schier unermüdliches Klangfarbenspektrum, eine intelligente und durchdachte Phrasierung wie auch durch impulsive, agogisch-schweifende, besonders ausdrucksvolle Elemente aus, was seinem vielfältigen und ruhigen Charakter entspringt.
Derzeit (2007) unterrichtet Pierri an der Universität für Musik und darstellende Kunst Wien und in Montréal am Konservatorium, wo er jeweils eine Professur innehat.
Mittlerweile umfasst seine Diskographie mehr als ein Dutzend CDs, zu denen sowohl Solo- als auch Kammermusikliteratur zählt, u. a. auch Einspielungen mit renommierten Orchestern (z. B. Concierto de Aranjuez).
Er ist regelmäßig weltweit bei bedeutenden Konzerten und Festivals (z. B. dem Forum Gitarre Wien) zu hören.